# レオネス・マーティン
- レオニス・マーティン

レオネス・マーティン・タパネス（Leonys Martín Tapanes, 1988年3月6日 - ）は、キューバ・ビジャ・クララ州コラリージョ出身のプロ野球選手（外野手）。右投左打。ケレタロ・コンスピレーターズ所属。
愛称は「イカディ」（Ikadi）。キューバ系アメリカ人である。
弟は千葉ロッテマリーンズ所属のアンディ・マーティン。

## 経歴

### キューバ時代
キューバでは2005-2006シーズンから国内リーグ「セリエ・ナシオナル・デ・ベイスボル」のナランハス・デ・ビジャ・クララに所属していた。

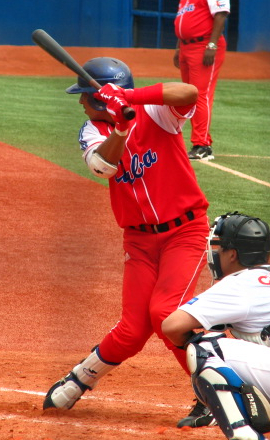
世界大学野球選手権でのマーティン
（2010年）

2007-2008シーズンに飛躍し、このシーズンの首位打者であるヨアンディ・ガルロボとわずか5毛差の打率.398を記録した。
2009年3月に、第2回WBCのキューバ代表に選出された。この大会では、第4の外野手として存在感をアピールした。
2010年9月に東京で開催された第5回世界大学野球選手権大会にも出場。チームは優勝したが、決勝戦終了直後に亡命した。メキシコで居住権を確立した。

### レンジャーズ時代

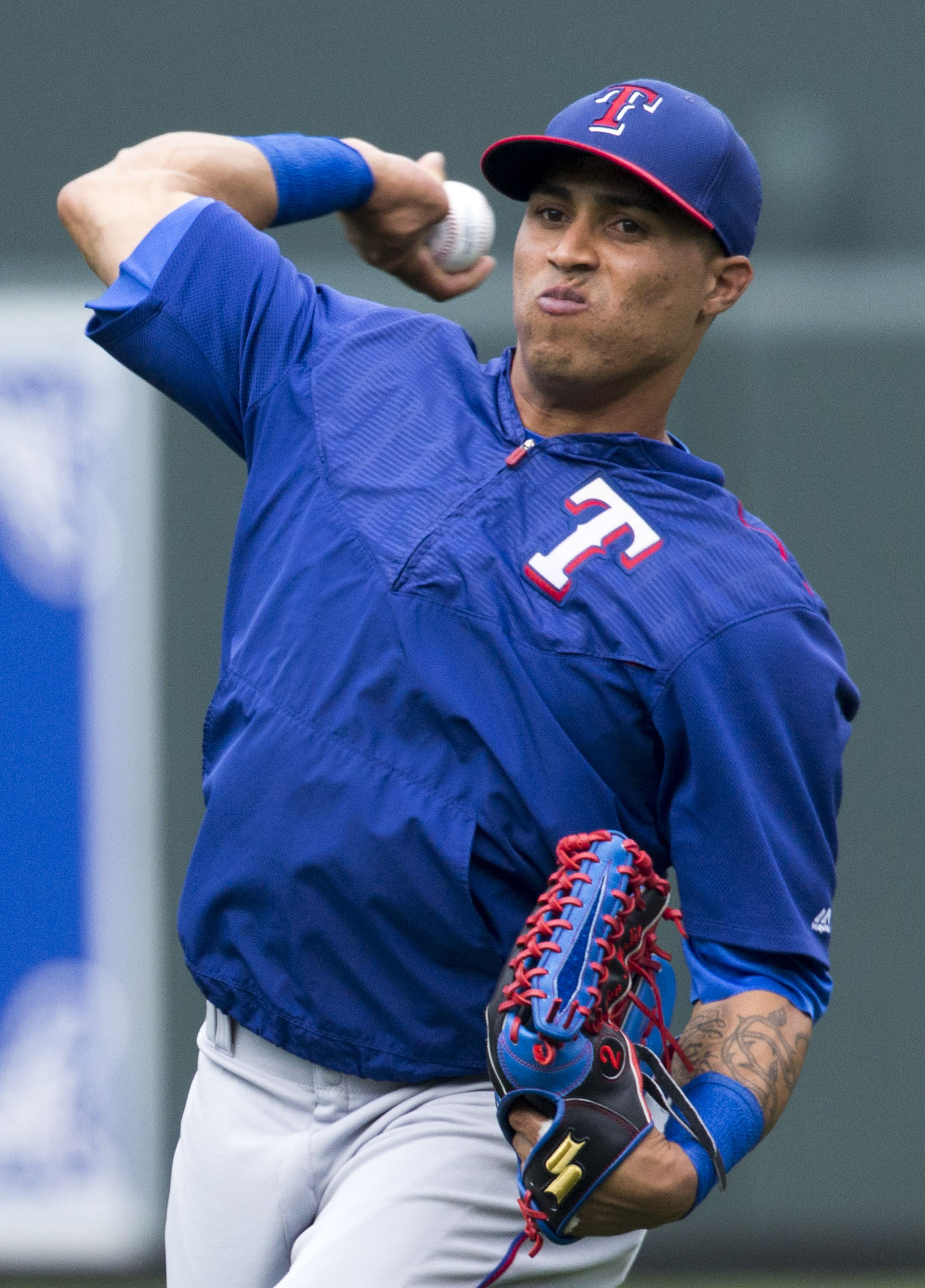
テキサス・レンジャーズ時代
（2015年7月1日）

2011年5月3日にMLBのテキサス・レンジャーズと5年総額1500万ドルの契約を結び、入団した。9月2日の対ボストン・レッドソックス戦でMLB初出場。
2012年6月15日、上原浩治が故障者リスト入りしたために再昇格した。
2013年はクレイグ・ジェントリーとのツープラトンで起用されていたが、5月以降は中堅手の定位置を獲得した。最終的には147試合に出場し、規定打席に達して打率.260、8本塁打、49打点、出塁率.313という打撃成績を記録した。また、メジャートップの11バント安打、アリーグ5位の36盗塁を記録した。シーズンオフには、自身の亡命を手助けしたことを口実に金銭をゆすり取っていたメキシコの組織相手に訴訟を起こした。
2014年、引き続き中堅のレギュラーを務めて155試合に出場。打率は.274、7本塁打、40打点、31盗塁（リーグ5位）だった。バント安打では、リーグトップの17本を記録した。野球以外では、前年に起こした訴訟で勝利し、主犯格の人物に懲役刑が課された。
2015年は95試合に出場したが、打撃不振に陥り打率.219に終わった。出場試合数の減少もあって、30盗塁以上は2年連続でストップして14盗塁に終わった。

### マリナーズ時代
2015年11月16日にトム・ウィルヘルムセン、ジェームズ・ジョーンズ、後日発表選手のパトリック・キブルハンとのトレードで、アンソニー・バスと共にシアトル・マリナーズへ移籍した。
2016年、マリナーズではセンターのレギュラーに抜擢された。143試合に出場し、打率.247、キャリアハイの15本塁打を記録したが、149三振を喫した。また24盗塁を決めて通算100盗塁を達成した。
2017年も開幕よりアクティブ・ロースター入りしたが、15試合の出場で54打数6安打、打率.111に留まり、4月23日に戦力外、27日にマイナー契約で傘下のAAA級タコマ・レイニアーズへ配属された。7月30日にメジャー契約を結んでアクティブ・ロースター入りした。8月23日に再び戦力外となり、25日にマイナー契約でAAA級タコマへ配属された。

### カブス時代
2017年8月31日に後日発表選手または金銭とのトレードで、シカゴ・カブスへ移籍した。この年は2球団合計で49試合に出場して打率.172・3本塁打・9打点・7盗塁の成績を残した。オフの11月6日に40人枠を外れる形で傘下のAAA級アイオワ・カブスへ配属された後、翌7日にFAとなった。

### タイガース時代
2017年12月5日にデトロイト・タイガースと1年175万ドルで契約を結んだ。

### インディアンス時代
2018年7月31日にウィリ・カストロとのトレードで、クリーブランド・インディアンスへ移籍した。しかし8月に細菌性の感染症に罹患し、一時は生命の危機に瀕するほど重篤な状態に陥ったため移籍後は6試合の出場に留まった。また、アメリカ合衆国の市民権を取得した。
2019年6月22日にDFAとなり、27日にFAとなった。

### ロッテ時代
2019年7月14日、NPBの千葉ロッテマリーンズがマーティンの獲得を発表した。7月26日に入団会見を行い、背番号は79、ユニフォームの背ネームは「L.MARTIN」になることが発表された。79番を選んだ理由は、同じキューバ出身で友人のメジャーリーガーであるホセ・アブレイユが着けているから。
同日の対東北楽天ゴールデンイーグルス戦（ZOZOマリンスタジアム）でデビュー後、翌日の同対戦では来日初となる決勝の2点本塁打を打つなど、初出場から6試合で3度のお立ち台に上がる活躍を見せた。8月1日の対オリックス・バファローズ戦（ZOZOマリン）ではサヨナラ勝ちとなる押し出し四球を選び、9月11日の同対戦では1試合2本塁打を記録。52試合で14本塁打の長打力はチームの後半戦の起爆剤となった。また、外野の守備では強肩を武器に5つの補殺を記録するなど、高い守備力を発揮した。9月6日の福岡ソフトバンクホークス戦（福岡 ヤフオク!ドーム）でNPB移籍後初の「1番・中堅手」として先発出場。失点につながる落球を2度犯したことで、ソフトバンク私設応援団「九州鷹狂会」が「いいぞ、いいぞ、マーティン！」、「センター返し、ホークス！」とコールする動画がインターネット上にアップされ物議を醸した（その後球団から注意を受け、ロッテ応援団にも謝罪）。マーティン自身は失策について「プロ生活の中でも最悪な経験、最悪な1日だった」と振り返ったが、翌日の試合では長打性の当たりを止める好守備に、椎野新から右中間へ11号2点本塁打を放つなど攻守で名誉回復を果たした。最終的に52試合に出場し、打率.232、14本塁打、39打点の成績を残した。オフの12月2日に年俸1億6000万円の単年契約でロッテに残留することが発表された。
2020年は開幕戦のソフトバンク戦（福岡PayPayドーム）に｢5番・右翼手｣でスタメン出場した。8月2日の楽天戦で8号本塁打を打ってから、9月17日の埼玉西武ライオンズ戦（メットライフドーム）でシーズン3度目の1試合2発となる21・22号本塁打を打つまで、「マーティンが本塁打を打てば負けない」という不敗神話があったが、9月26日のソフトバンク戦（ZOZOマリン）で3回裏に23号本塁打を打つもチームは敗戦し、不敗神話の連勝は「12」で止まった。8月29日のオリックス戦（京セラドーム大阪）で、張奕から17号本塁打を放ち、これで月間10本塁打に到達。しかし、8月には10試合で6つの死球を受け、9月27日のソフトバンク戦（ZOZOマリン）ではパ・リーグタイ記録（球団初）の1試合5四球（5打席連続）を記録するなど、投手の攻めが厳しくなっていたこともあり、10月には16試合で打率.157、1本塁打、3打点と調子を落としたが、最終的にはチームトップの25本塁打、井上晴哉に次ぐチーム2位の65打点を挙げるなど、打線を牽引し、外野手としては鈴木誠也と並び12球団トップタイの8補殺を記録した。しかし10月21日の西武戦（メットライフ）で、一塁に駆け込んだ際に左足を痛め負傷退場。左足関節捻挫と診断され、翌日に出場選手登録を抹消された。11月4日には治療のためアメリカに一時帰国となったが、翌5日には早々とロッテと2年6億3000万円（出来高払い含む）で契約延長に合意し、後日正式に契約を交わす予定ということが発表された。なお、このシーズンはそのまま復帰することなく9日にレギュラーシーズンを終え、ポストシーズンも出場はなかった。前述のように10月に調子を落としたこともあり打率こそリーグ23位の打率.234に終わったが、出塁率は同6位の.382を記録し、0.1を超えれば一流とされるIsoDは同2位の0.148という優秀な成績を残した。
2021年は、3月26日のソフトバンクとの開幕戦（PayPayドーム）に「3番・右翼手」で出場。開幕3戦目以降は2番に定着し、4月29日の西武戦（メットライフ）でリーグ最速となる10号本塁打を記録。ロッテの選手がリーグ最速で10号本塁打を放ったのは1985年の落合博満以来だった。3・4月は全31試合にスタメン出場し、打率.271、10本塁打、24打点の成績で、月間MVPを初受賞した。6月28日に「マイナビオールスターゲーム2021」ファン投票の最終結果が発表され、パ・リーグ外野手部門で第3位となり、自身初のオールスター出場を果たした。9月8日のオリックス戦（ほっともっとフィールド神戸）では、ロッテ球団通算第8000号本塁打（前身球団含む）を放った。9月19日の日本ハム戦（札幌ドーム）で右足甲に自打球を当て、9月21日に右足中間楔状骨骨折と診断され出場登録を抹消された。骨折が完治しないまま10月3日の二軍戦で復帰し、10月5日に再登録され4番・指名打者として先発出場した。最終的に、打率.233、27本塁打、75打点を記録した。
2022年は、3月25日の楽天との開幕戦（楽天生命パーク宮城）に「2番・右翼手」で出場。3年連続の開幕スタメンとなった。しかし打撃不振に陥り、3度の登録抹消を経験。8月28日、「家庭の事情」で緊急帰国。29日、退団を示唆するツイートを行なった。オフの12月2日に自由契約公示された。

### マリナーズ傘下時代
2023年2月10日にシアトル・マリナーズとマイナー契約を締結した。マリナーズのスプリングトレーニングに招待選手として参加していたが、シーズン開幕前の3月23日に自由契約となった。

### メキシカンリーグ時代
2024年1月25日から行われるインターコンチネンタルシリーズにおけるキューバ代表に選出された。一時はこのシリーズを最後に現役を引退すると示唆したが、17日（現地時間）にメキシカンリーグのケレタロ・コンスピレーターズへの入団が発表された。

## 選手としての特徴
メジャーで30盗塁を2度記録した俊足と、強肩強打が特徴の外野手。メジャー時代は一塁到達3.57秒を記録する俊足と堅実な守備に、ヒットエンドランやドラッグバントのような小技も得意とするタイプだったが、日本ではパワーヒッタータイプとなりチームを牽引。マーティン自身、メジャーでは外野の守備範囲や盗塁数を重視していたが、日本では主軸としてパワーを求められることから意識的に体重を増やして臨んだといい、アメリカのメディアからもその進化を称賛された。
肩の強さはメジャー時代から定評があり、レンジャーズ時代には160km/hの送球で補殺を記録し、MLB公式サイトの特集「外野手の最速本塁送球トップ10」で5位にランクインした。

## 人物
ロッテでの背番号79は、空き番号の中から同じキューバの出身でシカゴ・ホワイトソックスの主砲、ホセ・アブレイユと同じものを選んだ。また、同じくキューバ出身で、2016年までロッテに在籍していたアルフレド・デスパイネとは常に連絡を取り合う仲だと言う。
適時打や本塁打を打った際のコメントとして、当初は「次も頑張りマーティン」というコメントを残すことが多かったが、「ZIP!」でタレントのマーティンと対談したことがきっかけで、本塁打を打った際は彼の決め台詞でもある「YES! マーティン」というコメントをベンチ前のカメラに向かって残すことがお決まりとなっている。
ファンの間では女優の広瀬アリスに顔立ちが似ていると言われており、2020年7月15日には広瀬本人もTwitterでこの件について言及した。その際には似ているかどうかについては疑念を持っている風だったが、8月5日に再度この件について言及した際には似ているということを認めている。9月7日には、日本コカ・コーラの『ジョージア“運だめし”キャンペーン』にてマーティンがアリスにビデオメッセージを送っており、「きれいな人に似ているということは、かっこいい男だと思えるのでうれしいです。アリス、グッドラック。イエス、マーティン」とコメントしている。なお広瀬はエゴサーチが趣味であることをTwitterアカウントにて公表しているが、2021年5月27日放送の『めざまし8』のクッキングコーナーに広瀬が出演し、エゴサーチの話題になった際「ほとんど私の話題なくて、だいたいマーティン選手なんですよ」と語っており、番組側が用意した比較写真を見た共演の和田明日香が大笑いしていた。パ・リーグTVは2020年8月7日のオリックス対ロッテ戦の試合について、アリスの実妹で女優の広瀬すずに顔立ちが似ているとされるオリックスの榊原翼と絡めて「今夜『パ・リーグ 広瀬姉妹 対決』が実現」といった動画を投稿した。なお、この試合でマーティンと榊原の直接対決は2打席2三振を喫し、惨敗したもののチームとしては榊原を3回で降板させ、試合には勝利している。
ロッテ移籍後は、ファンが歌う自身の応援歌が気に入っているという。マーティンは「“自分だけの歌” があるとは想像もしてなかった。マリーンズに来てファンの方に初めて応援歌を歌ってもらった時は本当に感動した。打席で応援歌を聞くと、とても気持ちが上がる。長いこと野球をやってきたけど、間近でこんなに応援してくれるファンの方は今までいなかった。僕はこの応援歌をずっと聞いていたい。日本に来て得たこの感動は、生涯忘れることはないと思う」と語っている。応援歌はジョシュ・ホワイトセルに使用されていたものが歌詞を変更した上で使われていた。原曲はサカナクションのアイデンティティである。
中日ドラゴンズ所属のダヤン・ビシエドとは幼馴染の間柄であり、ナランハス・デ・ビジャ・クララ時代のチームメイトでもある。

## 詳細情報

### 年度別打撃成績
| 年 度     | 球 団    | 試 合 | 打 席 | 打 数 | 得 点 | 安 打 | 二 塁 打 | 三 塁 打 | 本 塁 打 | 塁 打 | 打 点 | 盗 塁 | 盗 塁 死 | 犠 打 | 犠 飛 | 四 球 | 敬 遠 | 死 球 | 三 振 | 併 殺 打 | 打 率 | 出 塁 率 | 長 打 率 | O P S |
| --------- | -------- | ----- | ----- | ----- | ----- | ----- | -------- | -------- | -------- | ----- | ----- | ----- | -------- | ----- | ----- | ----- | ----- | ----- | ----- | -------- | ----- | -------- | -------- | ----- |
| 2005-2006 | VCL      | 53    | 89    | 73    | 25    | 18    | 2        | 1        | 1        | 25    | 9     | 3     | 1        | 2     | 0     | 12    | 0     | 2     | 14    | 2        | .247  | .368     | .342     | .710  |
| 2006-2007 | VCL      | 78    | 244   | 200   | 35    | 51    | 4        | 2        | 4        | 71    | 22    | 4     | 3        | 7     | 1     | 27    | 0     | 9     | 42    | 2        | .255  | .367     | .355     | .722  |
| 2007-2008 | VCL      | 77    | 326   | 264   | 63    | 105   | 14       | 9        | 4        | 149   | 34    | 13    | 5        | 8     | 0     | 42    | 3     | 12    | 49    | 1        | .398  | .500     | .564     | 1.064 |
| 2008-2009 | VCL      | 77    | 337   | 244   | 83    | 76    | 11       | 0        | 11       | 120   | 43    | 17    | 7        | 5     | 1     | 78    | 2     | 9     | 48    | 3        | .311  | .491     | .492     | .982  |
| 2009-2010 | VCL      | 82    | 392   | 322   | 82    | 105   | 23       | 1        | 10       | 160   | 48    | 30    | 13       | 4     | 1     | 52    | 5     | 13    | 44    | 2        | .326  | .438     | .497     | .935  |
| 2011      | TEX      | 8     | 8     | 8     | 2     | 3     | 1        | 0        | 0        | 4     | 0     | 0     | 0        | 0     | 0     | 0     | 0     | 0     | 1     | 0        | .375  | .375     | .500     | .875  |
| 2012      | TEX      | 24    | 52    | 46    | 6     | 8     | 5        | 2        | 0        | 17    | 6     | 3     | 0        | 1     | 1     | 4     | 0     | 0     | 12    | 2        | .174  | .235     | .370     | .605  |
| 2013      | TEX      | 147   | 508   | 457   | 66    | 119   | 21       | 6        | 8        | 176   | 49    | 36    | 9        | 12    | 3     | 28    | 0     | 8     | 104   | 6        | .260  | .313     | .385     | .698  |
| 2014      | TEX      | 155   | 583   | 533   | 68    | 146   | 13       | 7        | 7        | 194   | 40    | 31    | 12       | 7     | 2     | 39    | 3     | 2     | 114   | 4        | .274  | .325     | .364     | .689  |
| 2015      | TEX      | 95    | 310   | 288   | 26    | 63    | 12       | 0        | 5        | 90    | 25    | 14    | 5        | 3     | 1     | 16    | 1     | 2     | 69    | 5        | .219  | .264     | .313     | .576  |
| 2016      | SEA      | 143   | 576   | 518   | 72    | 128   | 17       | 3        | 15       | 196   | 47    | 24    | 6        | 4     | 7     | 44    | 0     | 3     | 149   | 10       | .247  | .306     | .378     | .684  |
| 2017      | SEA      | 34    | 122   | 115   | 12    | 20    | 2        | 1        | 3        | 33    | 8     | 6     | 4        | 0     | 0     | 5     | 1     | 2     | 29    | 2        | .174  | .221     | .287     | .508  |
| 2017      | CHC      | 15    | 16    | 13    | 2     | 2     | 1        | 0        | 0        | 3     | 1     | 1     | 0        | 0     | 0     | 3     | 0     | 0     | 4     | 0        | .154  | .313     | .231     | .543  |
| '17計     | CHC      | 49    | 138   | 128   | 14    | 22    | 3        | 1        | 3        | 36    | 9     | 7     | 4        | 0     | 0     | 8     | 1     | 2     | 33    | 2        | .172  | .232     | .281     | .513  |
| 2018      | DET      | 78    | 336   | 303   | 45    | 76    | 15       | 3        | 9        | 124   | 29    | 7     | 3        | 0     | 1     | 29    | 1     | 3     | 75    | 1        | .251  | .321     | .409     | .731  |
| 2018      | CLE      | 6     | 17    | 15    | 3     | 5     | 0        | 0        | 2        | 11    | 4     | 0     | 1        | 0     | 1     | 1     | 0     | 0     | 2     | 1        | .333  | .353     | .733     | 1.086 |
| '18計     | CLE      | 84    | 353   | 318   | 48    | 81    | 15       | 3        | 11       | 135   | 33    | 7     | 4        | 0     | 2     | 30    | 1     | 3     | 77    | 2        | .255  | .323     | .425     | .747  |
| 2019      | CLE      | 65    | 264   | 236   | 32    | 47    | 7        | 0        | 9        | 81    | 19    | 4     | 5        | 3     | 0     | 21    | 0     | 4     | 78    | 1        | .199  | .276     | .343     | .619  |
| 2019      | ロッテ   | 52    | 228   | 194   | 32    | 45    | 9        | 0        | 14       | 96    | 39    | 3     | 3        | 0     | 1     | 26    | 1     | 7     | 57    | 4        | .232  | .342     | .495     | .837  |
| 2020      | ロッテ   | 104   | 448   | 359   | 72    | 84    | 15       | 0        | 25       | 174   | 65    | 7     | 2        | 0     | 2     | 70    | 5     | 17    | 100   | 10       | .234  | .382     | .485     | .866  |
| 2021      | ロッテ   | 116   | 499   | 416   | 66    | 97    | 30       | 0        | 27       | 208   | 75    | 4     | 1        | 0     | 3     | 70    | 3     | 10    | 132   | 9        | .233  | .355     | .500     | .855  |
| 2022      | ロッテ   | 68    | 266   | 221   | 22    | 36    | 7        | 0        | 9        | 70    | 25    | 5     | 2        | 0     | 3     | 31    | 2     | 11    | 76    | 1        | .163  | .293     | .317     | .610  |
| CNS：5年  | CNS：5年 | 367   | 1388  | 1103  | 288   | 355   | 54       | 13       | 30       | 525   | 156   | 67    | 29       | 26    | 3     | 211   | 10    | 45    | 197   | 10       | .322  | .449     | .476     | .925  |
| MLB：9年  | MLB：9年 | 770   | 2792  | 2532  | 334   | 617   | 94       | 22       | 58       | 929   | 228   | 126   | 45       | 30    | 16    | 190   | 6     | 24    | 637   | 32       | .244  | .301     | .367     | .668  |
| NPB：4年  | NPB：4年 | 340   | 1441  | 1190  | 192   | 262   | 61       | 0        | 75       | 548   | 204   | 19    | 8        | 0     | 9     | 197   | 11    | 45    | 365   | 24       | .220  | .350     | .461     | .810  |

- 2023年度シーズン終了時
- 各年度の太字はリーグ最高
- キューバで通常用いられる個人通算成績は、プレーオフや選抜リーグなども合算するため、この表の合計とは一致しない[73]

### 年度別投手成績
| 年 度    | 球 団    | 登 板 | 先 発 | 完 投 | 完 封 | 無 四 球 | 勝 利 | 敗 戦 | セ 丨 ブ | ホ 丨 ル ド | 勝 率 | 打 者 | 投 球 回 | 被 安 打 | 被 本 塁 打 | 与 四 球 | 敬 遠 | 与 死 球 | 奪 三 振 | 暴 投 | ボ 丨 ク | 失 点 | 自 責 点 | 防 御 率 | W H I P |
| -------- | -------- | ----- | ----- | ----- | ----- | -------- | ----- | ----- | -------- | ----------- | ----- | ----- | -------- | -------- | ----------- | -------- | ----- | -------- | -------- | ----- | -------- | ----- | -------- | -------- | ------- |
| 2017     | CHC      | 1     | 0     | 0     | 0     | 0        | 0     | 0     | 0        | 0           | ----  | 5     | 0.2      | 3        | 1           | 0        | 0     | 0        | 0        | 0     | 0        | 2     | 2        | 27.00    | 4.50    |
| MLB：1年 | MLB：1年 | 1     | 0     | 0     | 0     | 0        | 0     | 0     | 0        | 0           | ----  | 5     | 0.2      | 3        | 1           | 0        | 0     | 0        | 0        | 0     | 0        | 2     | 2        | 27.00    | 4.50    |

- 2023年度シーズン終了時

### 年度別守備成績
| 年 度 | 球 団  | 中堅（CF） | 中堅（CF） | 中堅（CF） | 中堅（CF） | 中堅（CF） | 中堅（CF） | 左翼（LF） | 左翼（LF） | 左翼（LF） | 左翼（LF） | 左翼（LF） | 左翼（LF） | 右翼（RF） | 右翼（RF） | 右翼（RF） | 右翼（RF） | 右翼（RF） | 右翼（RF） | 外野（OF） | 外野（OF） | 外野（OF） | 外野（OF） | 外野（OF） | 外野（OF） |
| 年 度 | 球 団  | 試 合      | 刺 殺      | 補 殺      | 失 策      | 併 殺      | 守 備 率   | 試 合      | 刺 殺      | 補 殺      | 失 策      | 併 殺      | 守 備 率   | 試 合      | 刺 殺      | 補 殺      | 失 策      | 併 殺      | 守 備 率   | 試 合      | 刺 殺      | 補 殺      | 失 策      | 併 殺      | 守 備 率   |
| ----- | ------ | ---------- | ---------- | ---------- | ---------- | ---------- | ---------- | ---------- | ---------- | ---------- | ---------- | ---------- | ---------- | ---------- | ---------- | ---------- | ---------- | ---------- | ---------- | ---------- | ---------- | ---------- | ---------- | ---------- | ---------- |
| 2011  | TEX    | 8          | 7          | 0          | 0          | 0          | 1.000      | -          | -          | -          | -          | -          | -          | -          | -          | -          | -          | -          | -          | 8          | 7          | 0          | 0          | 0          | 1.000      |
| 2012  | TEX    | 14         | 32         | 1          | 0          | 1          | 1.000      | 4          | 7          | 0          | 0          | 0          | 1.000      | -          | -          | -          | -          | -          | -          | 17         | 39         | 1          | 0          | 1          | 1.000      |
| 2013  | TEX    | 127        | 287        | 11         | 5          | 1          | .983       | 6          | 9          | 1          | 0          | 0          | 1.000      | 21         | 21         | 2          | 0          | 0          | 1.000      | 142        | 317        | 14         | 5          | 1          | .985       |
| 2014  | TEX    | 152        | 415        | 11         | 8          | 3          | .982       | -          | -          | -          | -          | -          | -          | -          | -          | -          | -          | -          | -          | 152        | 415        | 11         | 8          | 3          | .982       |
| 2015  | TEX    | 92         | 218        | 13         | 1          | 0          | .996       | -          | -          | -          | -          | -          | -          | -          | -          | -          | -          | -          | -          | 92         | 218        | 13         | 1          | 0          | .996       |
| 2016  | SEA    | 143        | 353        | 11         | 3          | 3          | .992       | -          | -          | -          | -          | -          | -          | -          | -          | -          | -          | -          | -          | 143        | 353        | 11         | 3          | 3          | .992       |
| 2017  | SEA    | 15         | 39         | 0          | 1          | 0          | .975       | -          | -          | -          | -          | -          | -          | 15         | 36         | 1          | 0          | 1          | 1.000      | 30         | 75         | 1          | 1          | 1          | .987       |
| 2017  | CHC    | 5          | 7          | 0          | 0          | 0          | 1.000      | 4          | 0          | 0          | 0          | 0          | .---       | 4          | 1          | 0          | 0          | 0          | 1.000      | 12         | 8          | 0          | 0          | 0          | 1.000      |
| '17計 | CHC    | 20         | 46         | 0          | 1          | 0          | .979       | 4          | 0          | 0          | 0          | 0          | .---       | 19         | 37         | 1          | 0          | 1          | 1.000      | 42         | 83         | 1          | 1          | 1          | .988       |
| 2018  | DET    | 74         | 228        | 9          | 2          | 1          | .992       | -          | -          | -          | -          | -          | -          | -          | -          | -          | -          | -          | -          | 74         | 228        | 9          | 2          | 1          | .992       |
| 2018  | CLE    | 5          | 10         | 0          | 0          | 0          | 1.000      | -          | -          | -          | -          | -          | -          | 1          | 0          | 0          | 0          | 0          | .---       | 6          | 10         | 0          | 0          | 0          | 1.000      |
| '18計 | CLE    | 79         | 238        | 9          | 2          | 1          | .992       | -          | -          | -          | -          | -          | -          | 1          | 0          | 0          | 0          | 0          | .---       | 77         | 238        | 9          | 2          | 1          | .992       |
| 2019  | CLE    | 65         | 148        | 3          | 1          | 0          | .993       | -          | -          | -          | -          | -          | -          | -          | -          | -          | -          | -          | -          | 65         | 148        | 3          | 1          | 0          | .993       |
| 2019  | ロッテ | -          | -          | -          | -          | -          | -          | -          | -          | -          | -          | -          | -          | -          | -          | -          | -          | -          | -          | 51         | 80         | 5          | 3          | 1          | .966       |
| 2020  | ロッテ | -          | -          | -          | -          | -          | -          | -          | -          | -          | -          | -          | -          | -          | -          | -          | -          | -          | -          | 101        | 169        | 8          | 6          | 1          | .967       |
| 2021  | ロッテ | -          | -          | -          | -          | -          | -          | -          | -          | -          | -          | -          | -          | -          | -          | -          | -          | -          | -          | 87         | 156        | 9          | 2          | 0          | .988       |
| 2022  | ロッテ | -          | -          | -          | -          | -          | -          | -          | -          | -          | -          | -          | -          | -          | -          | -          | -          | -          | -          | 63         | 87         | 4          | 2          | 0          | .978       |
| MLB   | MLB    | 700        | 1744       | 59         | 21         | 9          | .988       | 14         | 16         | 1          | 0          | 0          | 1.000      | 41         | 58         | 3          | 0          | 1          | 1.000      | 741        | 1818       | 63         | 21         | 10         | .989       |
| NPB   | NPB    | -          | -          | -          | -          | -          | -          | -          | -          | -          | -          | -          | -          | -          | -          | -          | -          | -          | -          | 302        | 492        | 26         | 13         | 2          | .976       |

- 2023年度シーズン終了時
- 各年度の太字はリーグ最高

### 表彰
NPB
- 月間MVP：1回（野手部門：2021年3・4月[74]）

### 記録

#### NPB
初記録
- 初出場・初先発出場：2019年7月26日、対東北楽天ゴールデンイーグルス12回戦（ZOZOマリンスタジアム）、6番・右翼手で先発出場
- 初打席：同上、2回裏に美馬学から四球
- 初安打・初打点：2019年7月27日、対東北楽天ゴールデンイーグルス13回戦（ZOZOマリンスタジアム）、6回裏にアラン・ブセニッツから右前適時安打
- 初本塁打：同上、8回裏に森原康平から左越2ラン
- 初盗塁：2019年8月1日、対オリックス・バファローズ15回戦（ZOZOマリンスタジアム）、7回裏に二盗（投手：山田修義、捕手：若月健矢）

その他の記録
- 1試合5四球：2020年9月27日、対福岡ソフトバンクホークス15回戦（ZOZOマリンスタジアム）、1・2・3・5・7回裏に記録 ※パ・リーグタイ記録、球団新記録[33]
- ロッテ球団通算8000号本塁打：2021年9月8日、対オリックス・バファローズ18回戦（ほっともっとフィールド神戸）、8回表に吉田凌から右越3ラン[42]
- オールスターゲーム出場：1回（2021年）

### 背番号
- 27（2011年 - 2012年）
- 2（2013年 - 2015年、2019年）
- 12（2016年 - 2017年8月22日、2018年 - 同年7月30日）
- 24（2017年9月2日 - 同年終了）
- 13（2018年8月1日 - 同年終了）
- 79（2019年7月26日 - 2022年）

### 登場曲
- 「Loco Contigo」DJ Snake（2019年 - 2020年9月途中）
- 「Tixa X Borrador」Yomil y El Dany & El Taiger（2020年9月途中-2021年7月）
- 「Intentions」Justin Bieber（2021年8月 - ）

### 代表歴
- 2009 ワールド・ベースボール・クラシック・キューバ代表
- 2010年世界大学野球選手権大会キューバ代表